# Хитровский сельсовет
Хитровский сельсовет — муниципальное образование со статусом сельского поселения в Рассказовском районе Тамбовской области.
Административный центр — село Хитрово.

## История
В соответствии с Законом Тамбовской области от 17 сентября 2004 года № 232-З установлены границы муниципального образования и статус сельсовета как сельского поселения.

## Население
| 2010 | 2012 | 2013 | 2014 | 2015 | 2016 | 2017 |
| ---- | ---- | ---- | ---- | ---- | ---- | ---- |
| 890  | ↘838 | ↘824 | ↘780 | ↗815 | ↗821 | ↘772 |
| 2018 | 2019 | 2020 | 2021 |      |      |      |
| ↘744 | ↘721 | ↘715 | ↗818 |      |      |      |

## Состав сельского поселения
| № | Населённый пункт | Тип населённого пункта       | Население |
| - | ---------------- | ---------------------------- | --------- |
| 1 | Ворожейкино      | посёлок                      | 33        |
| 2 | Хитрово          | село, административный центр | 857       |